# Municipio de Mauch
El municipio de Mauch (en inglés: Mauch Township) es un municipio ubicado en el condado de Sheridan en el estado estadounidense de Dakota del Norte. En el año 2010 tenía una población de 6 habitantes y una densidad poblacional de 0,06 personas por km².

## Geografía
El municipio de Mauch se encuentra ubicado en las coordenadas 47°22′27″N 100°5′51″O / 47.37417, -100.09750. Según la Oficina del Censo de los Estados Unidos, el municipio tiene una superficie total de 93.59 km², de la cual 84,85 km² corresponden a tierra firme y (9,34 %) 8,74 km² es agua.

## Demografía
Según el censo de 2010, había 6 personas residiendo en el municipio de Mauch. La densidad de población era de 0,06 hab./km². De los 6 habitantes, el municipio de Mauch estaba compuesto por el 100 % blancos. Del total de la población el 0 % eran hispanos o latinos de cualquier raza.